# قضية مقتل سوازي
في 24 يونيو لعام 2016، قتلت سوازي الهندية وكانت تبلغ من العمر 24 عامًا وكانت تعمل كموظفة في إنفوسيس في محطة قطار نونجامباكام في تشيناي، تاميل نادو، بالهند أثناء ذهابها إلى عملها. وقُتلت سوازي أمام العديد من الأشخاص حتى الراكبين وقفوا صامتين يتفرجون عليها، وقد هرب المهاجم، ويشتبه في رام كومار وترك جثتها مهملة قبل وصول الشرطة وتبدأ تحقيقاتها.

## خلفية
كانت سوزاي ابنه موظف متقاعد في شركة تأمين موظفي الدولة ،يدعي سانتانا جوبالاكريشنان ، وهي شركة تأمين صحية تابعة للحكومة الهندية، وأكملت درجة البكالريوس في علم الحاسوب في كلية الهندسة بدهانلاكشمي في عام 2014، كما حصلت على دورة تدريبية لنظام أوراكل بجامعة أنا في العام نفسه. وبعد أن اختيرت في وظيفة في إنفوسيس، ذهبت للحصول على تدريب في ميسور وحصلت على وظيفة كمهندسة نظم. وكان لديها صديق ويدعى سيدو من كلية الهندسة ووصفها بأنها ذات شخصية محبوبة لكن بصفة عامة انطوائية.

### مشتبه به
ولد رام كومار باراماشيفام في ميناكشيبورام، وهي مدينة صغيرة في ضاحية تيرونلفلي بتاميل نادو. كان والده يعمل في شركة اتصالات وتدعى بهارات سانشر نجم المحدودة، أما عن والدته فكانت عاملة زراعية. لم يكمل رام كومار تعليمه وترك مدرسته الحكومية في 2011، لكنه لديه درجة علمية في مجال الهندسة الميكانيكة في 2015؛ رغم ذلك لم يجد وظيفة بسهولة. كان رام كومار صديقًا لسوازي على موقع التواصل فيسبوك وتبادلوا أرقام التليفون. صرح شرطيًا بأن رام كومار كان يتتبعها على موقع فيسبوك ويراقب تحركاتها غير متصلًا بالانترنت. من خلال البحث على وظيفة في مجال صناعة الأفلام وفرصة للتقرب من سوازي، عثر على محل إقامة في شولايميدو حي في مدينة تشيناي، لخص أقاربه شخصيته بأنه شخصية منعزلة؛ وبعض سكان المجاورين له في ميناكشيبورام قالوا بإنه كان «بلا أصدقاء». في 18 من سبتمبر لعام 2016، انتحر رام كومار صعقًا بالكهرباء في زنانته بسجن في مدينة تشيناي؛ زعمت الشرطة بأن المتهم توفي بعد عضه لسلك كهرباء.

## جريمة
في حوالي الساعة 6:30 صباحًا بتوقيت الهند في 24 من يونيو لعام 2016، أوصل والد سوازي إلى محطة قطار نونجامباكام في تشيناي؛ يعتبر ذلك أمرًا روتينًا، كانت تنتظر في المحطة للذهاب إلى عملها في مدينة ماهيندرا العالمية، بعد ذلك طعنت حتى وفاتها المنية بمنجل بعد ناقش حاد مع رجل كان ينتظرها لمدة ثلاثون دقيقة، من ثم هرب المهاجم في حوالي الساعة 6:42 صباحًا. بعد ذلك، عقب العثور على جثتها من قبل الشرطة غطتها بملابس تم شراءها من محلات قريبة؛ تركت جثتها في موضعها لأكثر من ساعتين، عند وصول مسئول أمني كبير المحطة طلب ايداع جثتها في مشفى عام حكومي.

## تحقيقات
أشارت محكمة مدراس العليا بأنها ستحاول التدخل إذا أثبتت التحقيقات تراخي شرطة المحطة وأدنت بطئها في الوصول إلى جثة الضحية، حُولت القضية بسرعة من شرطة المحطة إلى شرطة المدينة. في 1 من يوليو/تموز لعام 2016، ألقت الشرطة القبض على رام كومار في ضاحية تيرونلفلي، فحاول الانتحار بقطع حنجرته وتم نقله إلى مشفى حكومى بضاحية تيرونلفلي. في الوقت نفسه، استجوبت الشرطة صديقًا لسوازي يدعى بلال مالك.
أثناء التحقيقات، انتحر رام كومار في 18 من سبتمبر/أيلول لعام 2016 في سجن مركزي، نُقل على أثره إلى مشفى بعد عضه لسلك كهرباء، لكن أعلنت حالة وفاته عند وصوله.

## في الثقافة العامة
في 2017، أخرج رامش سيلفان فيلمًا بعنوان Swathi Kolai Vazhakku مبني على أحداث وقائعية خاصة بالحادثة.